# Матасе
Матасе (хорв. Matase) — населений пункт у Хорватії, у Шибеницько-Книнській жупанії у складі громади Промина.

## Населення
Населення за даними перепису 2011 року становило 50 осіб.
Динаміка чисельності населення поселення:

## Клімат
Середня річна температура становить 13,33 °C, середня максимальна – 28,27 °C, а середня мінімальна – -1,65 °C. Середня річна кількість опадів – 910 мм.
| Клімат поселення                              | Клімат поселення | Клімат поселення | Клімат поселення | Клімат поселення | Клімат поселення | Клімат поселення | Клімат поселення | Клімат поселення | Клімат поселення | Клімат поселення | Клімат поселення | Клімат поселення | Клімат поселення |
| Показник                                      | Січ.             | Лют.             | Бер.             | Квіт.            | Трав.            | Черв.            | Лип.             | Серп.            | Вер.             | Жовт.            | Лист.            | Груд.            |                  |
| Середній максимум, °C                         | 10,21            | 11,06            | 14,02            | 17,55            | 22,36            | 26,18            | 28,27            | 28,00            | 23,43            | 18,68            | 13,29            | 10,10            |                  |
| Середня температура, °C                       | 4,28             | 5,12             | 8,09             | 11,62            | 16,42            | 20,26            | 23,68            | 23,38            | 18,82            | 14,07            | 8,70             | 5,50             |                  |
| Середній мінімум, °C                          | −1,65            | −0,8             | 2,17             | 5,69             | 10,49            | 14,32            | 19,08            | 18,79            | 14,22            | 9,48             | 4,09             | 0,90             |                  |
| Норма опадів, мм                              | 74               | 68               | 73               | 80               | 67               | 66               | 44               | 56               | 86               | 95               | 110              | 91               |                  |
| Середньомісячна швидкість вітру, м/с          | 1.60             | 1.80             | 2.10             | 2.10             | 1.89             | 1.69             | 1.70             | 1.50             | 1.56             | 1.58             | 1.80             | 1.79             |                  |
| Середньомісячна сонячна радіація, кДж/м²·день | 5211             | 7932             | 11560            | 16130            | 20157            | 22508            | 24218            | 21211            | 15756            | 10149            | 5583             | 4422             |                  |
| --------------------------------------------- | ---------------- | ---------------- | ---------------- | ---------------- | ---------------- | ---------------- | ---------------- | ---------------- | ---------------- | ---------------- | ---------------- | ---------------- | ---------------- |
| Джерело:                                      |                  |                  |                  |                  |                  |                  |                  |                  |                  |                  |                  |                  |                  |